# Penfeld
Pour les articles homonymes, voir Parc des expositions de Penfeld.
La Penfeld [pɛ̃fɛl] est un fleuve côtier français, long de 16 km, sur la rive gauche duquel s'est développée la ville de Brest, dans le Finistère.

## Étymologie
En 1019, le fleuve s'appelait en latin Caprella issu de caprae : « chèvre sauvage » ou « chevreuil », en breton gavr et gavrig : « cabri », « chevrette ». Et Brest s'appelait alors Bresta super caprellam, soit « Brest-sur-Chevrette ».
Le latin cap ou caput se traduit par penn en breton, “tête” en français, Caprella est devenu pen-rella[réf. nécessaire], variant au gré des générations en pen-vella, pen-fell puis Penfeel en 1248 (du nom du petit village installé au niveau du gué existant à la limite de la remontée de la marée sur le petit fleuve côtier permettant le franchissement par la route, ancienne voie romaine allant de Vorgium à la pointe Saint-Mathieu via Saint-Renan), germanisé plus tard au XVIIe siècle en Penfeld par un ingénieur de la Marine ou par des brasseurs de bière alsaciens qui installèrent à la fin du XVIIe siècle une brasserie dans l'anse Saupin (à l'emplacement de l'actuelle buanderie de la marine).
Son nom breton est Penfell.

## Géographie

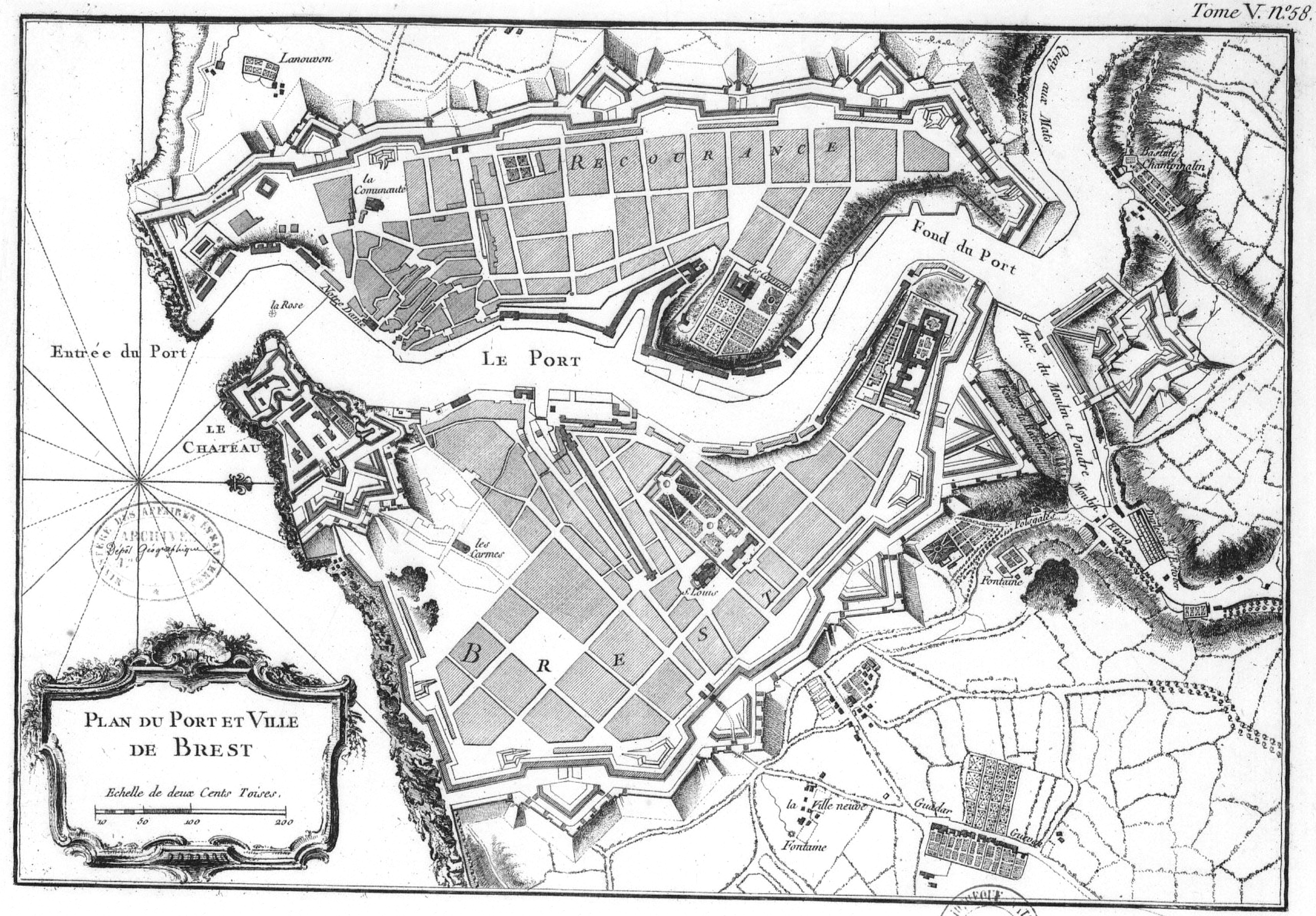
Le plan du port de Brest en 1764 (alors exclusivement situé en Penfeld)

Il prend sa source sur la commune de Guipavas, passe par Gouesnou, Bohars et Guilers avant de déboucher sur la mer en rade de Brest. Petit cours d'eau, la Penfeld s'est installée dans l'ancien cours de l'Aulne (plus grand fleuve du Finistère qui méandrait dans le bassin de Châteaulin, le cours inférieur traversant le pays de Léon à l'Éocène), capté vers l'ouest par l'ouverture du goulet de la rade de Brest, lors des cycles interglaciaires de l'ère quaternaire. Ce qui explique sa largeur et sa profondeur, permettant à des bateaux de fort tirant d'eau de remonter assez loin en amont, en fonction des marées dont le marnage peut atteindre jusqu'à huit mètres.
Son cours amont compte de nombreux moulins dont plusieurs sont toujours en activité. La digue la plus en aval maintient en eau un ancien parc à bois utilisé pour conserver immergés les bois utilisés pour la construction des vaisseaux.
Entre le village de Penfeld et la porte de l'Arrière-Garde, le cours naturel de la Penfeld a été profondément modifié par les travaux réalisés au fil des siècles : stabilisation du niveau de l'eau par la construction de la digue de Kervallon, construction de l'« Île factice » entre 1803 et 1818, édification d'un chemin de halage sur la rive gauche pour le tractage hippomobile du bois (on immergeait les bois de marine dans l'eau saumâtre de la Penfeld pour les protéger des attaques de parasites (enclavation); des poutres de bois étaient immergées pour la même raison dans l'anse aux Baux). D'autres anses sont pour certaines encore visibles, d'autres ayant disparu : l'anse de la Villeneuve, dite aussi anse de Langoulouarn (qui sert désormais de lieu d'entraînement pour les kayaks), l'anse de Saint-Guénolé, l'anse au Merle, l'anse Goyen, l'anse de la Chapelle-Jésus ( à l'emplacement de l'actuel stade de la Cavale Blanche). Une chapelle située sur les rives de la Penfeld a disparu : la Chapelle-Jésus, en ruine depuis la Révolution française, mais dont le pardon a été immortalisé par la chanson d'Henri Ansquer qui date de 1911 et connue sous le nom de Complainte de Jean Quéméneur, qui raconte les malheurs d'un marin de Recouvrance et de son épouse infidèle Marie-Madeleine Poullaouec :
 Puis vlà-t-il pas qu'à Kervallon 

 Femme sans cœur et sans raison

 Elle fit d'un quartier-maître clairon

 La connaissance

 Ils s'en allèrent bras d'ssus, bras d'ssous

 Au pardon d'la Chapelle-Jésus

 Depuis on n'les a plus revus

 À Recouvrance !

 
Une autre chapelle subsiste à l'état de ruines en bordure de la Penfeld : la Chapelle Saint-Guénolé.
Longtemps, la traversée de la Penfeld fut assuré par un service de bacs (en fait des embarcations à rames) que la Marine mettait à la disposition du public, avant la construction du "Grand Pont" sous le Second Empire en 1856. À Brest, la Penfeld est désormais enjambée par le pont de l'Harteloire puis, quelques hectomètres en aval, par le pont de Recouvrance, qui était le plus grand pont levant d'Europe avant d'être détrôné par le pont levant de Rouen en 2007. Le pont de la Villeneuve, plus en amont, permet désormais de relier le boulevard de l'Europe au Centre hospitalier Universitaire de la Cavale Blanche.
Sur ses derniers kilomètres, aux rives escarpées (versants abrupts de 25 à 30 m de haut), la Penfeld est incluse dans la base navale de Brest (Marine nationale), ancien arsenal de Brest, zone sous contrôle militaire vouée à la construction, à la réparation navale et au soutien de l'escadre de l'Atlantique.
À son embouchure, sur un site dont la valeur militaire est reconnue depuis l'Antiquité et au-delà, a été construit un château fort, le château de Brest, construit pour l'essentiel au XVe siècle et où est implantée désormais la préfecture maritime de l'Atlantique ainsi que le musée de la Marine de Brest.

## Histoire de la Penfeld

### Description de la Penfeld à la fin duXVIesiècle

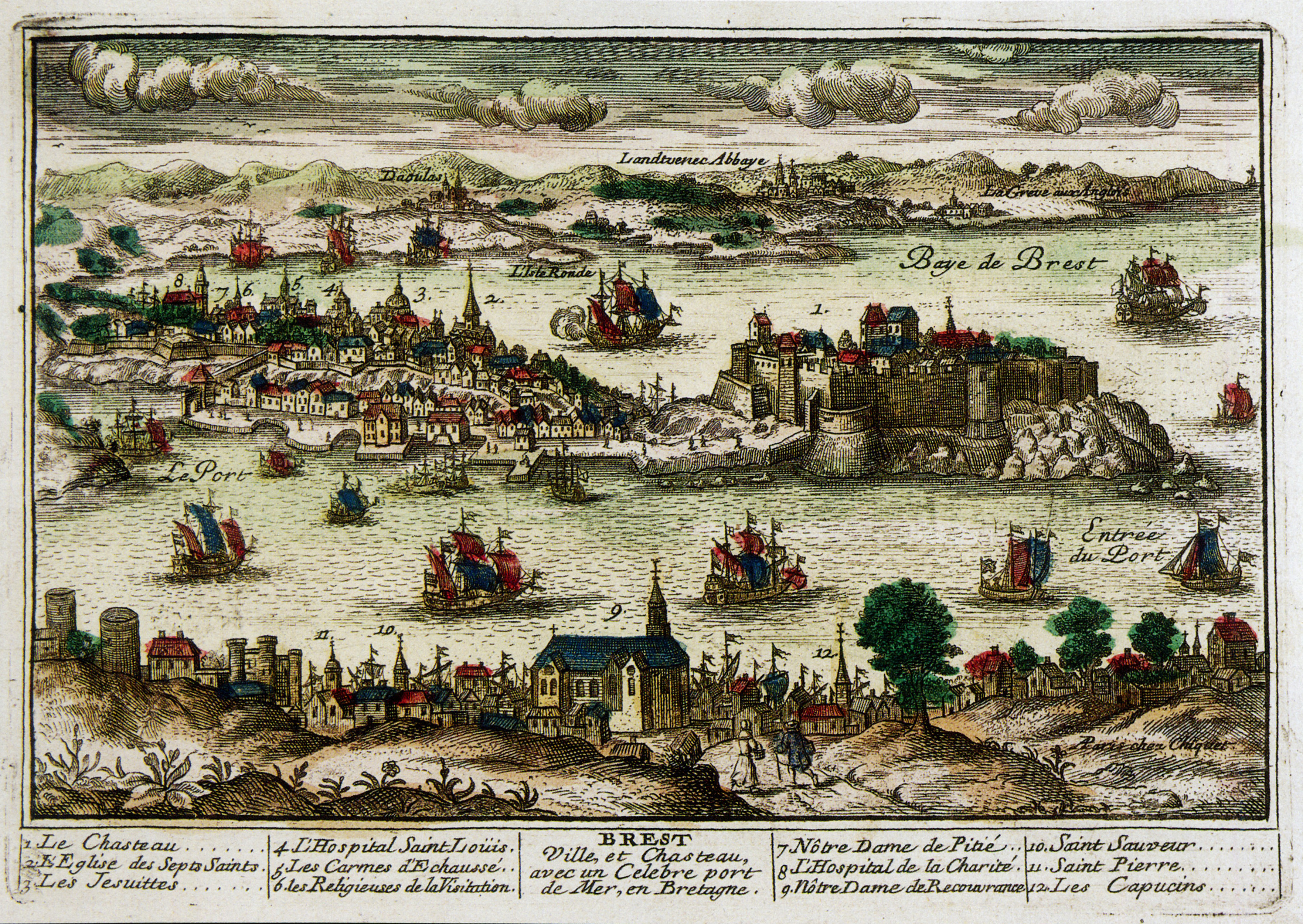
Vue cavalière de Brest : au premier plan Recouvrance et la Penfeld

Le chanoine Moreau décrit ainsi le port en Penfeld à la fin du XVIe siècle :

« L'entrée du chenal n'était pas, comme aujourd'hui, fermé par une chaîne [le texte date de 1860]. La rivière la Penfeld n'avait aucun barrage, et la nuit sa navigation demeurait entièrement libre. Aussi les rives, sous le château et du côté de Recouvrance, étaient-elles garnies d'une foule de bateaux parmi lesquels il y avait toujours une grande quantité de barques appartenant aux pêcheurs qui venaient journellement vendre leurs poissons aux Brestois. Les rivages, escarpés, entièrement en terre, étaient couverts à leur sommet de hautes herbes et à leur base de limon fangeux ; la rivière, mal curée, menaçait de se combler en certains endroits à cause de la vase qui obstruait son lit. »

### Au début duXIXesiècle
Dans Mémoires d'Outre-Tombe, daté de janvier 1814, François-René de Chateaubriand décrit ainsi les quais côté Recouvrance :

« Souvent, assis sur quelque mât qui gisait le long du quai de Recouvrance, je regardais les mouvements de la foule : constructeurs, matelots militaires, douaniers, forçats, passaient et repassaient devant moi. Des voyageurs débarquaient et s'embarquaient, des pilotes commandaient la manœuvre, des charpentiers équarrissaient des pièces de bois, des cordiers filaient des câbles, des mousses allumaient des feux sous des chaudières d'où sortaient une épaisse fumée et la saine odeur du goudron. On portait, on reportait, on roulait de la marine aux magasins, et des magasins à la marine des ballots de marchandises, des sacs de vivres, des trains d'artillerie. Ici des charrettes s'avançaient dans l'eau à reculons pour recevoir des chargements ; là, des palans enlevaient des fardeaux, tandis que des grues descendaient des pierres, et que des cure-môles creusaient des atterrissements. Des forts répétaient des signaux, des chaloupes allaient et venaient, des vaisseaux appareillaient ou rentraient dans les bassins. »

### À la fin duXIXesiècle
En 1882, l'École des pupilles de la Marine est transférée depuis Recouvrance sur les bords de la Penfeld, à La Villeneuve.
Dans sa Grande Encyclopédie publiée en 1885, Camille Dreyfus décrit le port en Penfeld, en commençant par la rive gauche, côté Brest même :

« Le port proprement dit s'étend jusqu'à l’ Arrière-Garde dans une longueur de rivière de 2 200 mètres. Les deux rives communiquent par deux ponts flottants. Les édifices du port, dont la plupart ont été construits par Choquet de Lindu,  n'ont point d'ornements, leurs lignes sont simples.Immédiatement après la porte d'entrée principale, on rencontre la forme de Brest, bassin creusé en 1683 et agrandi en 1864 pour se prêter aux dimensions des navires actuels. Vient ensuite le bel édifice du Magasin général, où l'on remarque la tour carrée de l'Horloge, et dont l'esplanade est décorée d'une gracieuse statue de Costou, l'Amphitrite, qui surmonte une fontaine, et de la Consulaire, canon pris à Alger en 1830. Plus loin est l'ancien bagne qui renferma jusqu'à 3 000 forçats, la Corderie, divers magasins et ateliers, tels qu'une scierie mécanique, puis les cales de construction de Brest, au nombre de six (1833-1863), pouvant recevoir les plus grands navires. Entre l’Arrière-Garde, bâtiment flottant, et le poste défensif à terre, est une chaîne de clôture. »

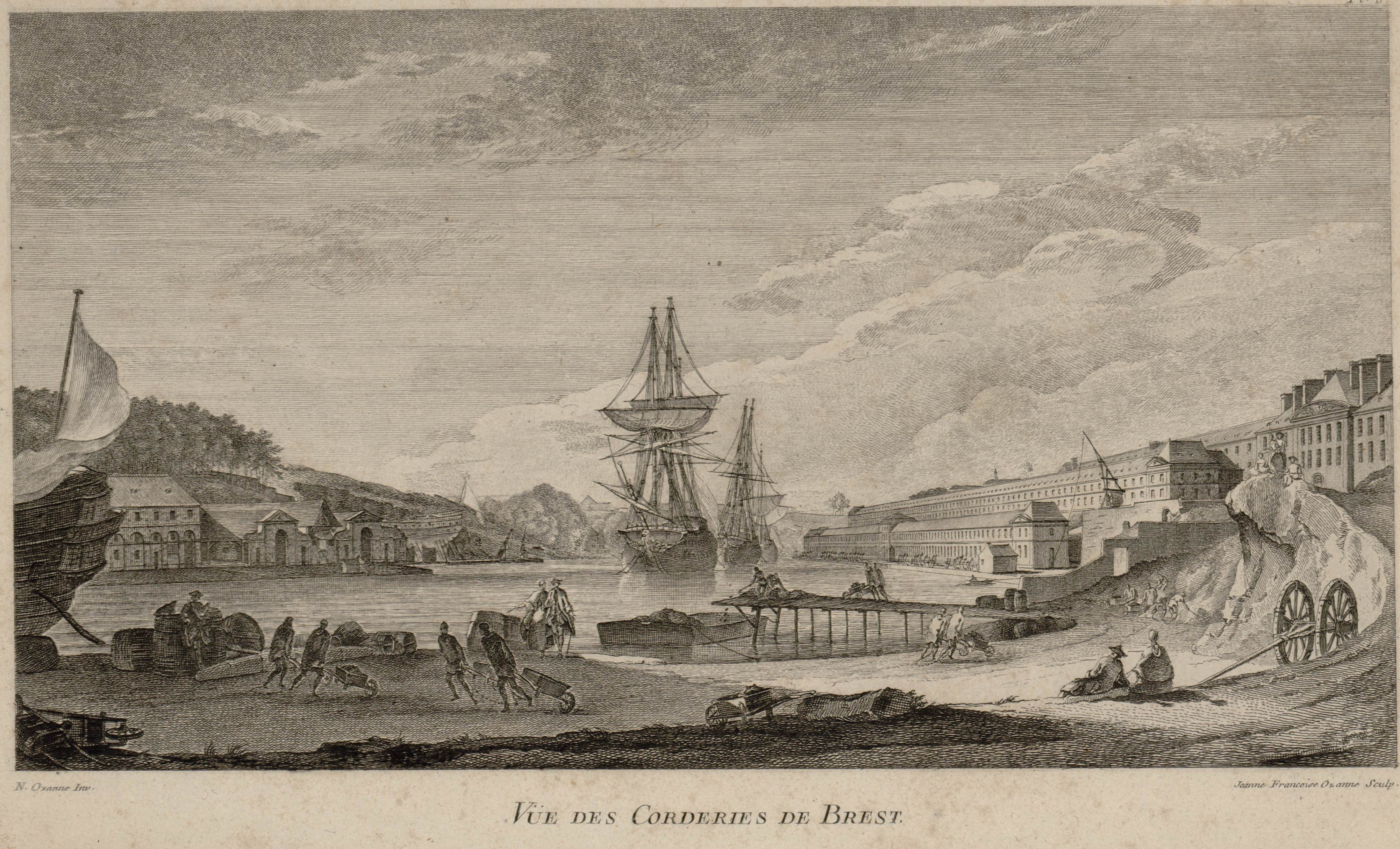
Les Corderies de Brest (gravure fin XVIIIe siècle)
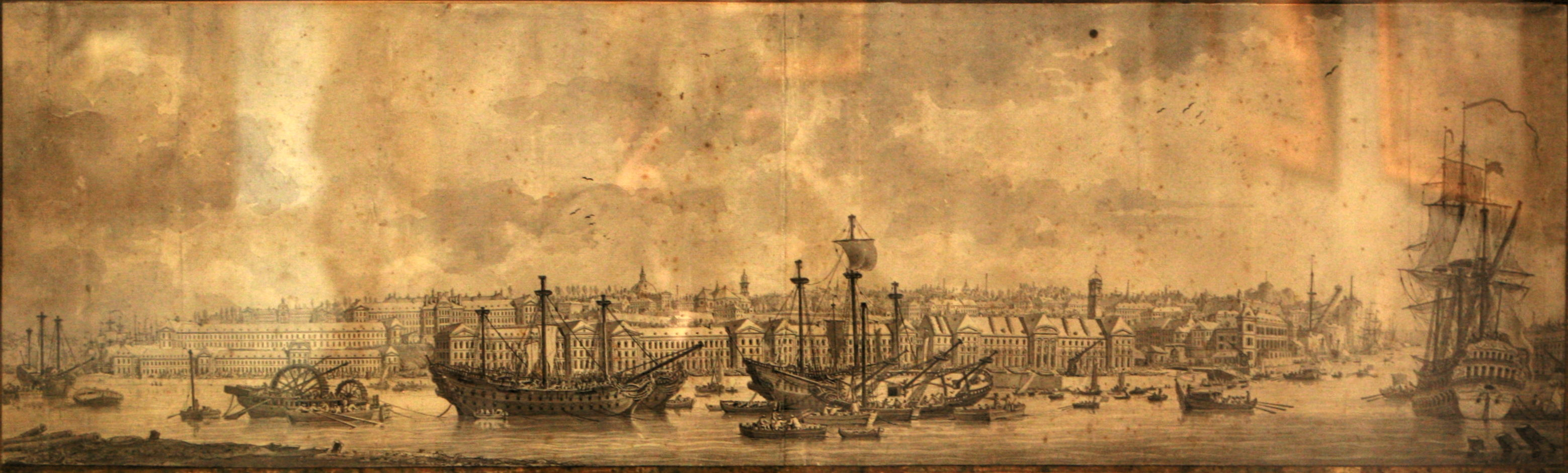
Brest : le port en Penfeld (1777, Louis-François Cassas) 1
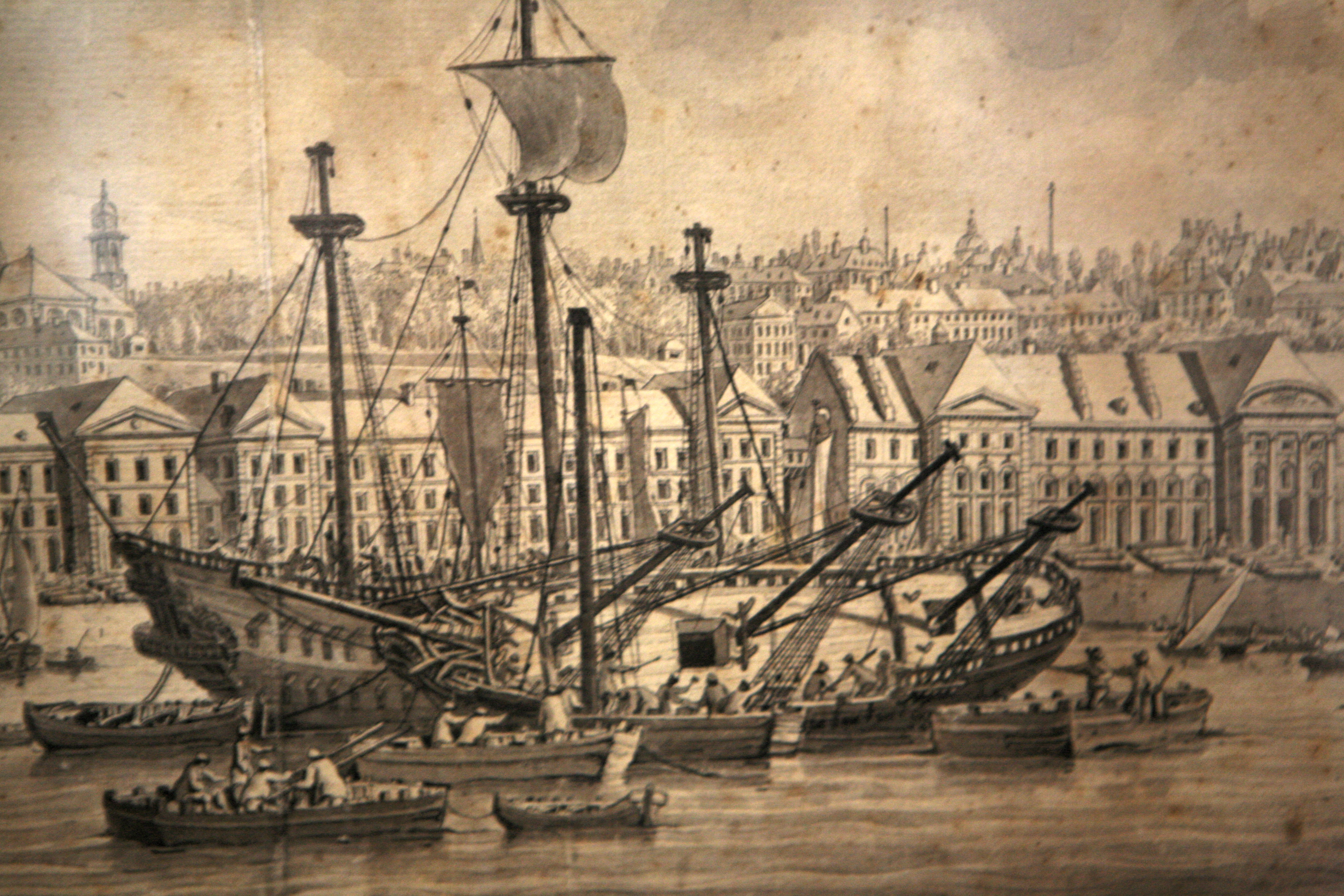
Brest : le port en Penfeld (1777, Louis-François Cassas) 2
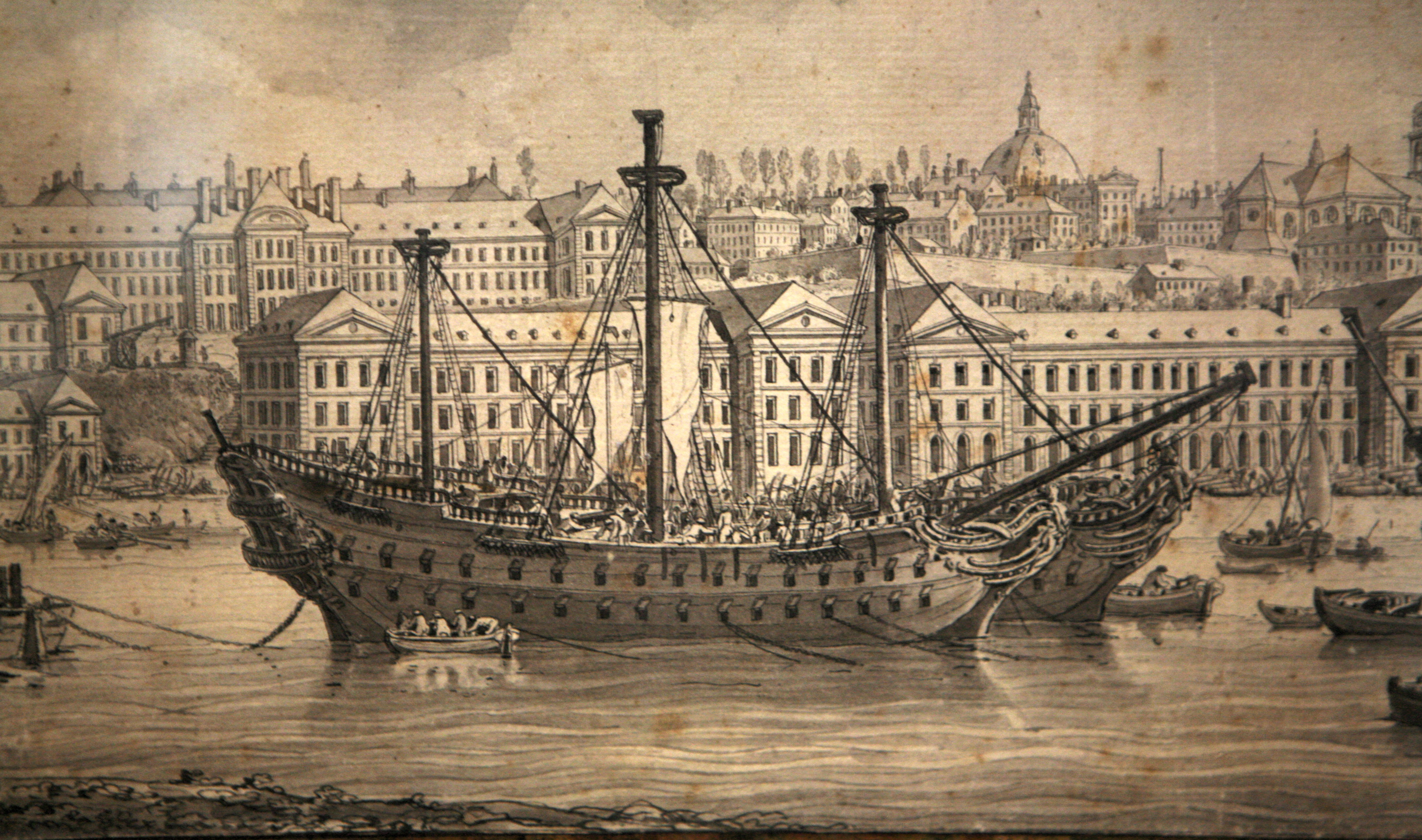
Brest : le port en Penfeld (1777, Louis-François Cassas) 3
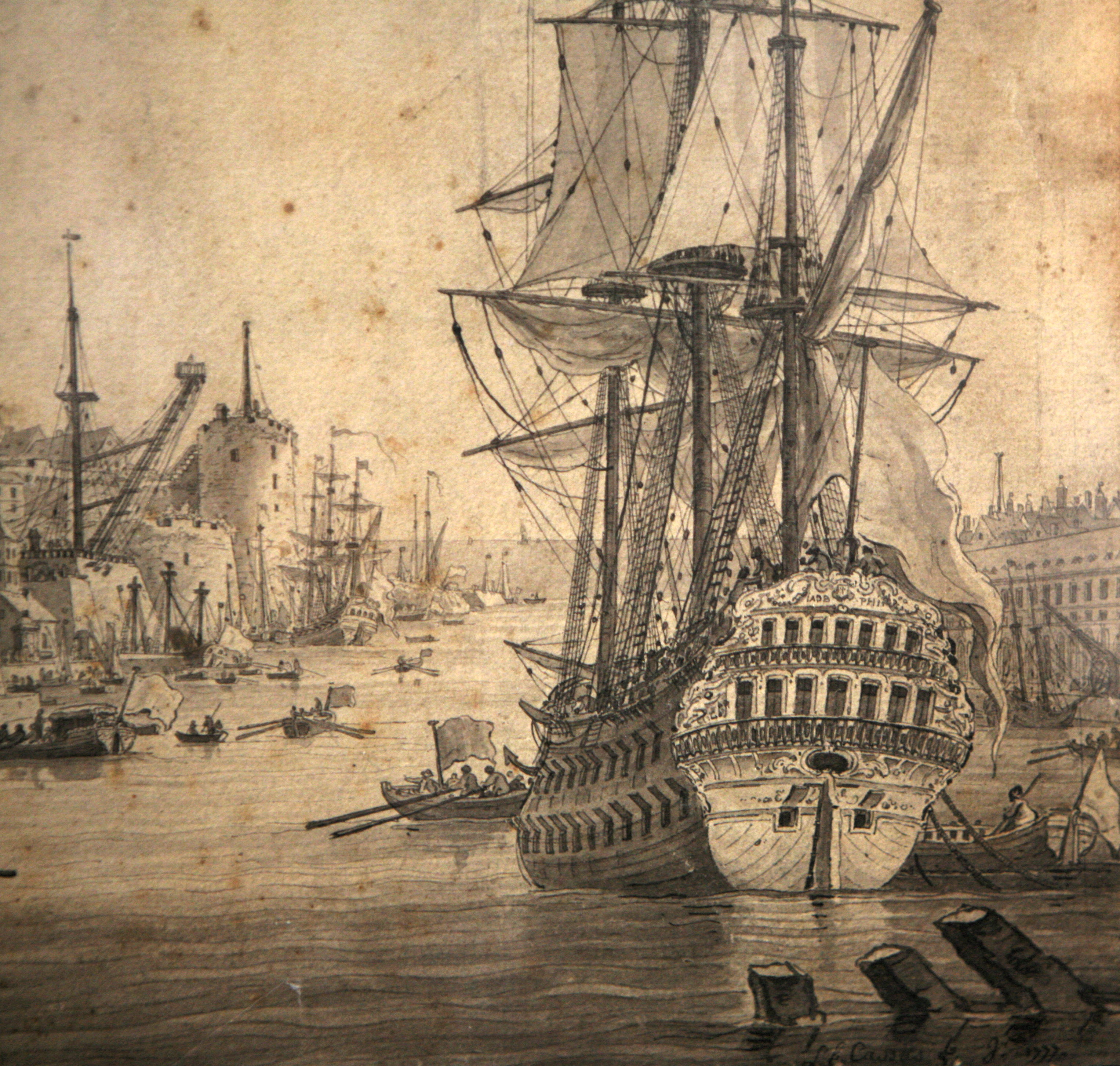
Brest : le port en Penfeld (1777, Louis-François Cassas) 4
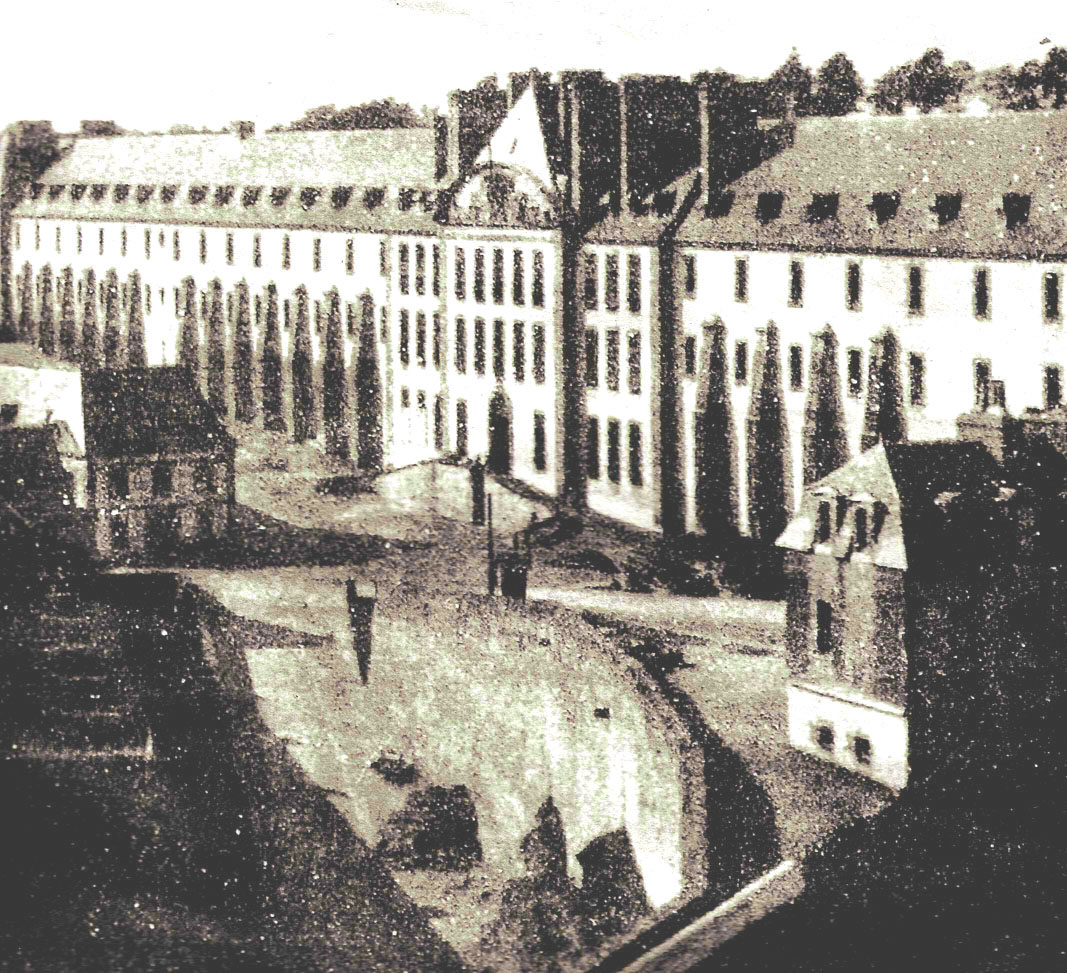
Le bagne de Brest (fin XIXe siècle
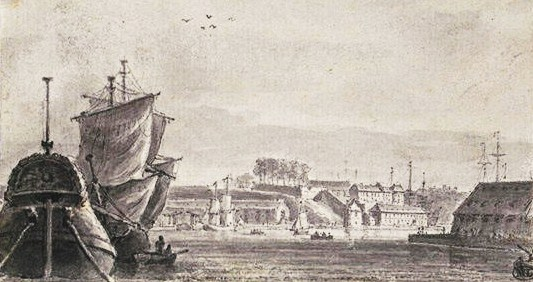
Vue prise du port de Brest, la scierie mécanique, le magasin à poudre (Nicolas Ozanne)
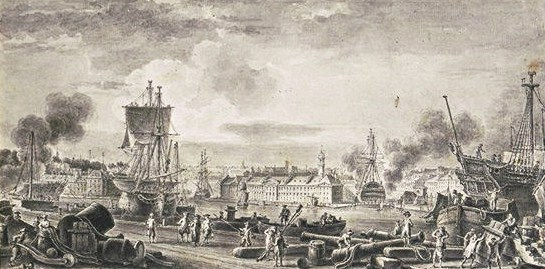
Vue du port de Brest prise en face du commissariat (Nicolas Ozanne)
Le monument la Consulaire sur un quai de la Penfeld (photo prise lors de Brest "2008")

Il poursuit sa description en présentant les installations portuaires de la rive droite, côté Recouvrance :

« Du côté de Recouvrance, à partir du Pont tournant, on trouve les ateliers de l'artillerie, la Salle d'armes, les ateliers de la Madeleine et du plateau des Capucins, les quatre formes de Pontaniou. Aux extrémités de ces ateliers sont deux môles de maçonnerie : l'un d'eux, dit du viaduc, est relié au terre-plein du plateau par une arche en plein-cintre de 30 mètres d'ouverture. Une des curiosités du port est la Grue du viaduc pouvant servir de machine à mâter. Citons encore les deux cales de construction dites des Bureaux, les ateliers de calfatage, les quatre cales de Bordenave. À l'extrémité nord du quai de ce nom se trouvait la colline du Salou, massif de gneiss d'une hauteur de 25 mètres, formant une pointe vers l'est, en forçant la rivière à suivre une courbe prononcée. On l'a complètement dérasée, pour creuser une gigantesque forme double dans l'esplanade obtenue, à des profondeurs qui permettent d'y entrer à toutes marées les plus grands navires tout armés. au-delà, jusqu'à l' Arrière-Garde, le quai de Quéliverzan sert à déposer les charbons de terre. »

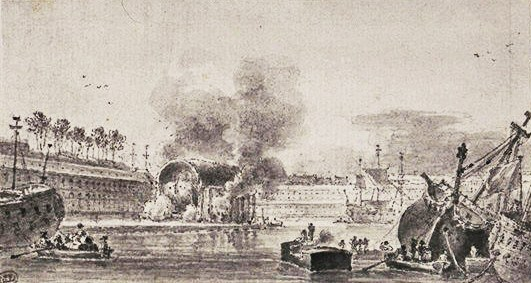
Vue prise dans le port de Brest : les Capucins, la cale couverte (Nicolas Ozanne)
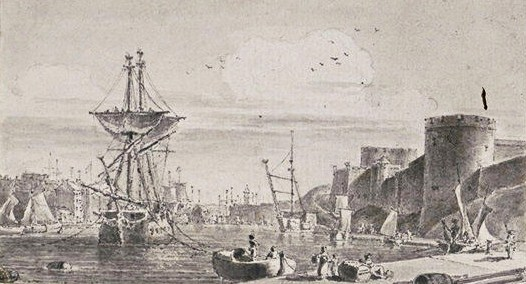
Brest : vue du port de Brest, le château, la mâture (Nicolas Ozanne)
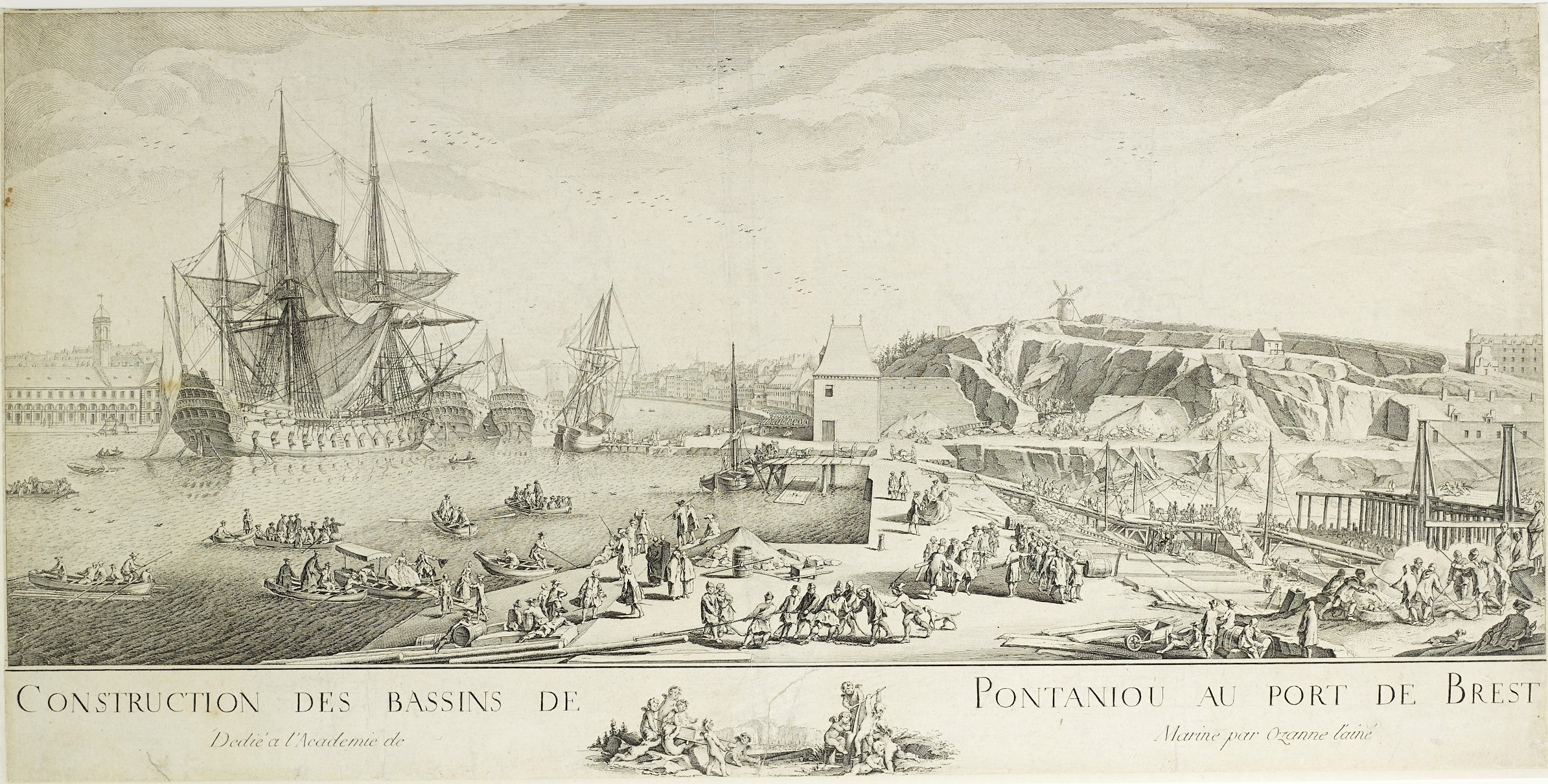
Construction des bassins de Pontaniou au port de Brest (Nicolas Ozanne)
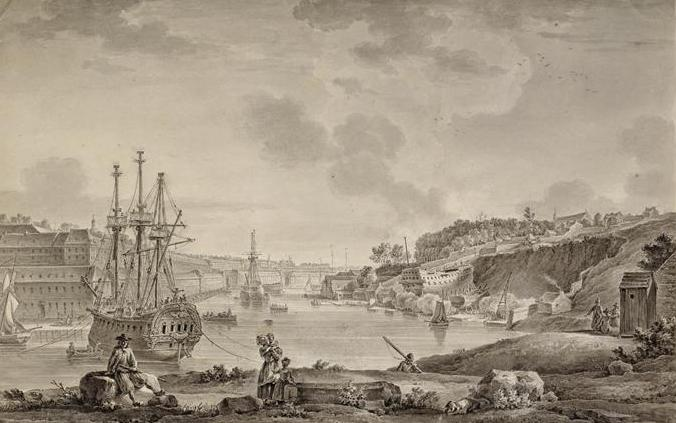
Vue du port de Brest prise de Bordenave (Nicolas Ozanne, musée du Louvre)
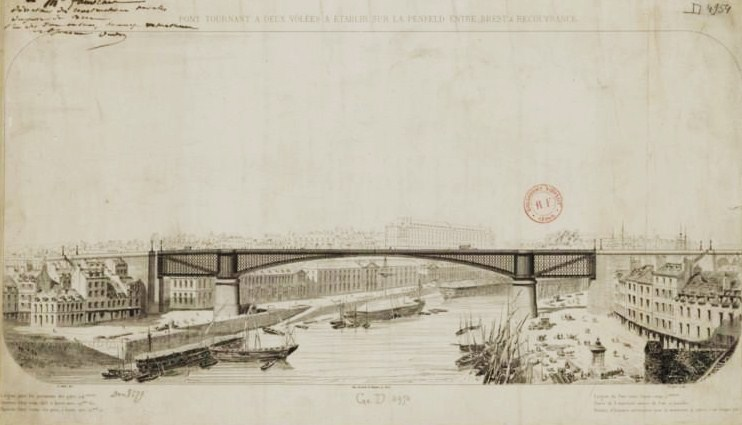
Plan du pont tournant sur la Penfeld
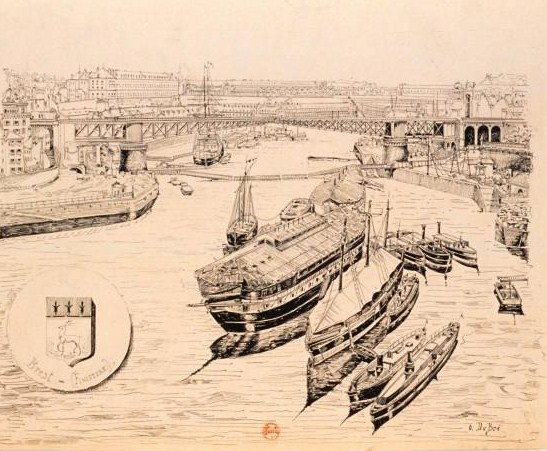
La Penfeld, le pont tournant et l'arsenal (dessin 2e moitié du XIXe siècle)
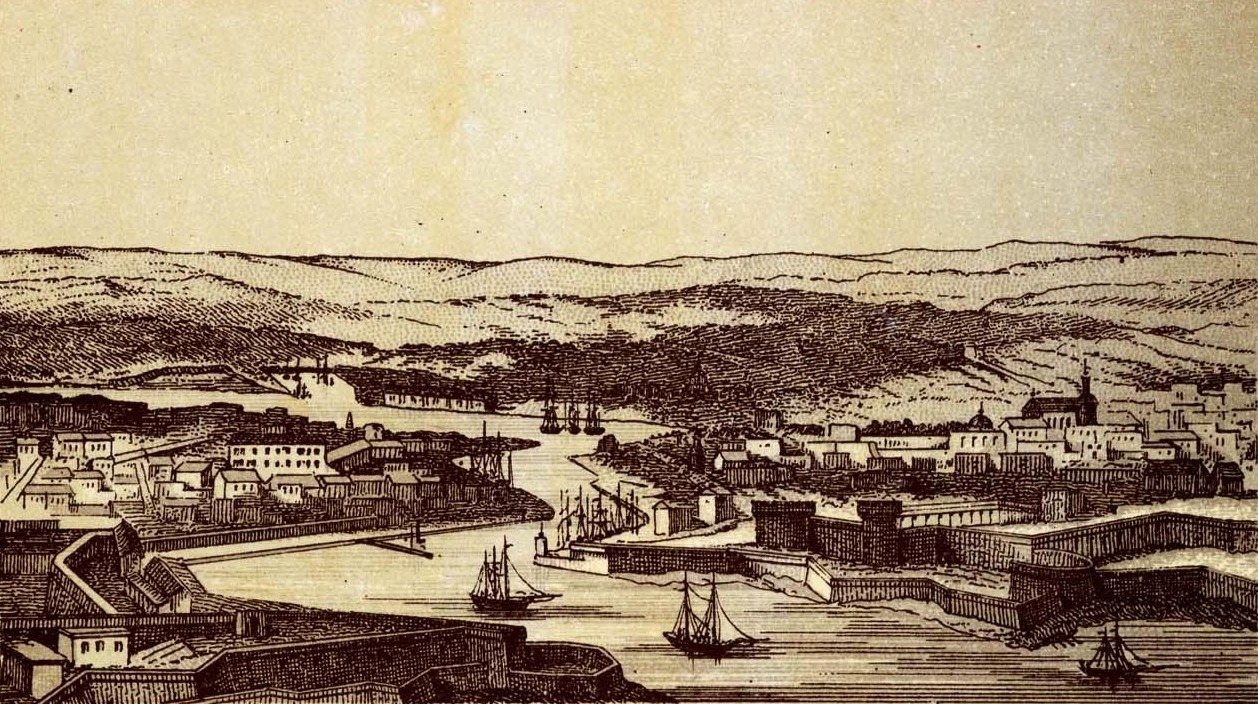
Le port en Penfeld (entre 1878 et 1905)
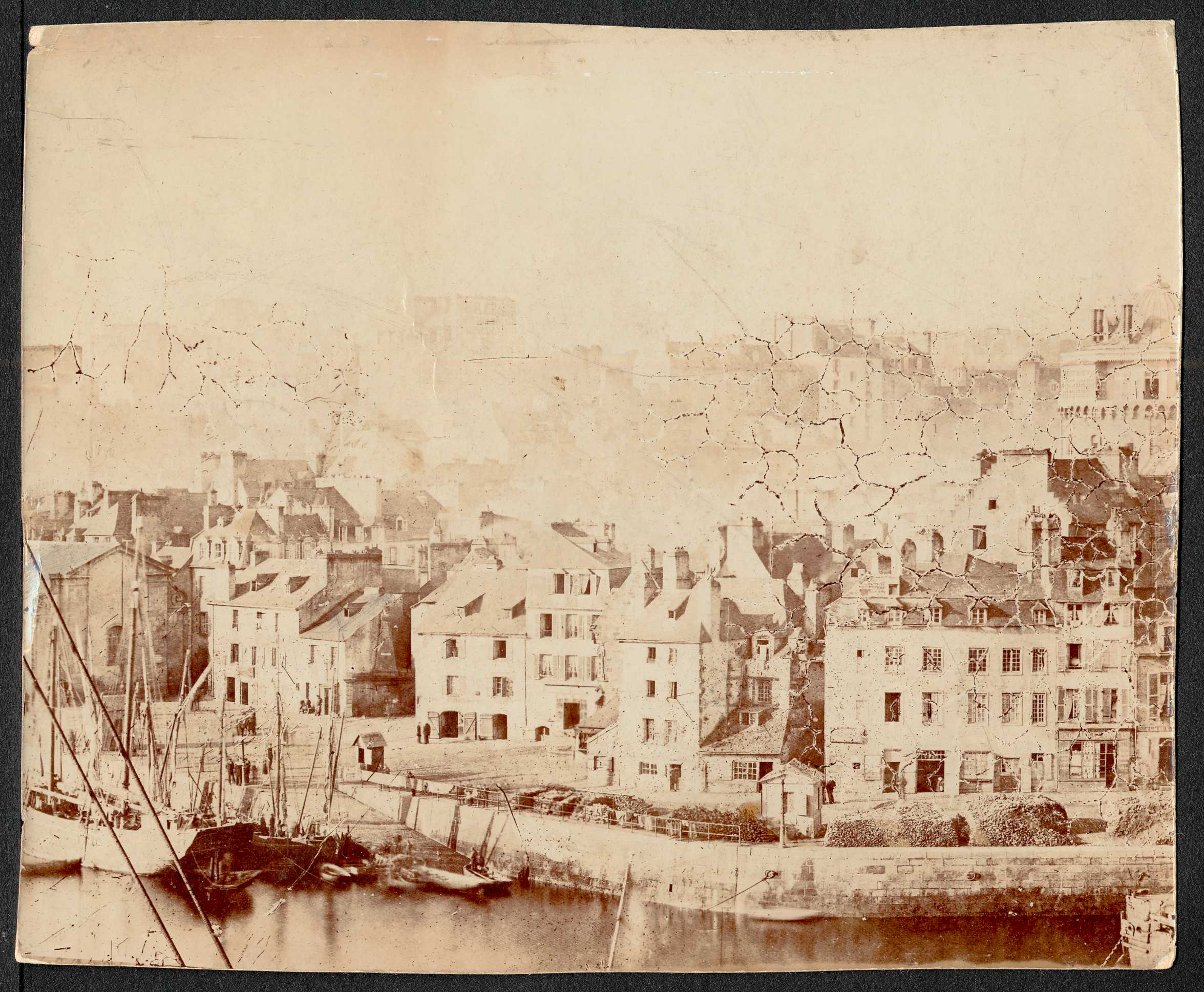
Les quais de Recouvrance vers 1870

Le même auteur poursuit ainsi sa description à propos de l'arrière-port :

« L'arrière-port, depuis ce point jusqu'à Penfeld, où se termine le bras de mer qui forme le port de Brest, renferme encore, sur une longueur de près de 2 500 mètres, plusieurs établissements. Citons : la Digue, ou Île factice, destinée à accumuler les eaux douces, qui rendent par leur mélange avec l'eau de mer, le séjour des tarets impossible, ce qui a permis d'établir en ce point un dépôt de bois ; la buanderie de la marine, à l'anse Saupin ; l'ancienne usine de la Villeneuve, vaste espace où l'on a placé dernièrement les pupilles de marine. »

### Les bords de la Penfeld, une «riviera»
Au XIXe siècle et au début du XXe siècle, les rives de la Penfeld ont aussi été un site de repos et de loisir pour l'aristocratie et la bourgeoisie brestoise : sur ses berges accueillantes et verdoyantes s'implantèrent de nombreuses maisons de campagne, propriété de familles cossues comme les Tremblay, les Bordenave, les De Vassal, les Malmanche, les Riou-Kerhallet (célèbres armateurs de bateaux corsaires).
Une stèle, située face à la cale de Kervallon, rappelle que François-René de Chateaubriand, inscrit à l'école des Gardes de la Marine de Brest afin de devenir officier, se promena sur ses rives en 1783.
Sur les bords de la Penfeld, en amont de la passerelle des Pupilles, subsistent les ruines de la Chapelle Saint-Guénolé, ancien site d'un culte des eaux et de la fécondité.

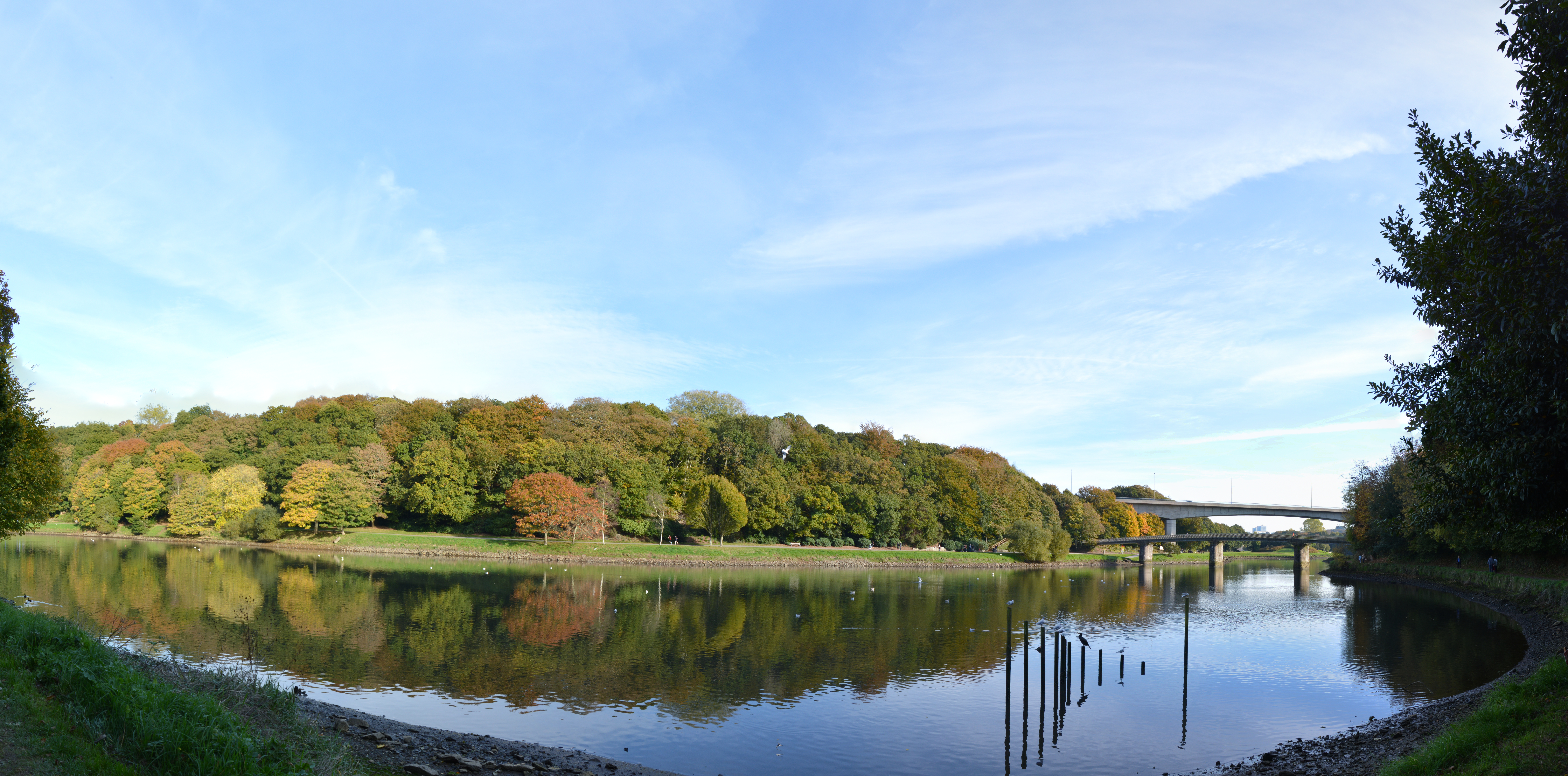
Les Rives de la Penfeld
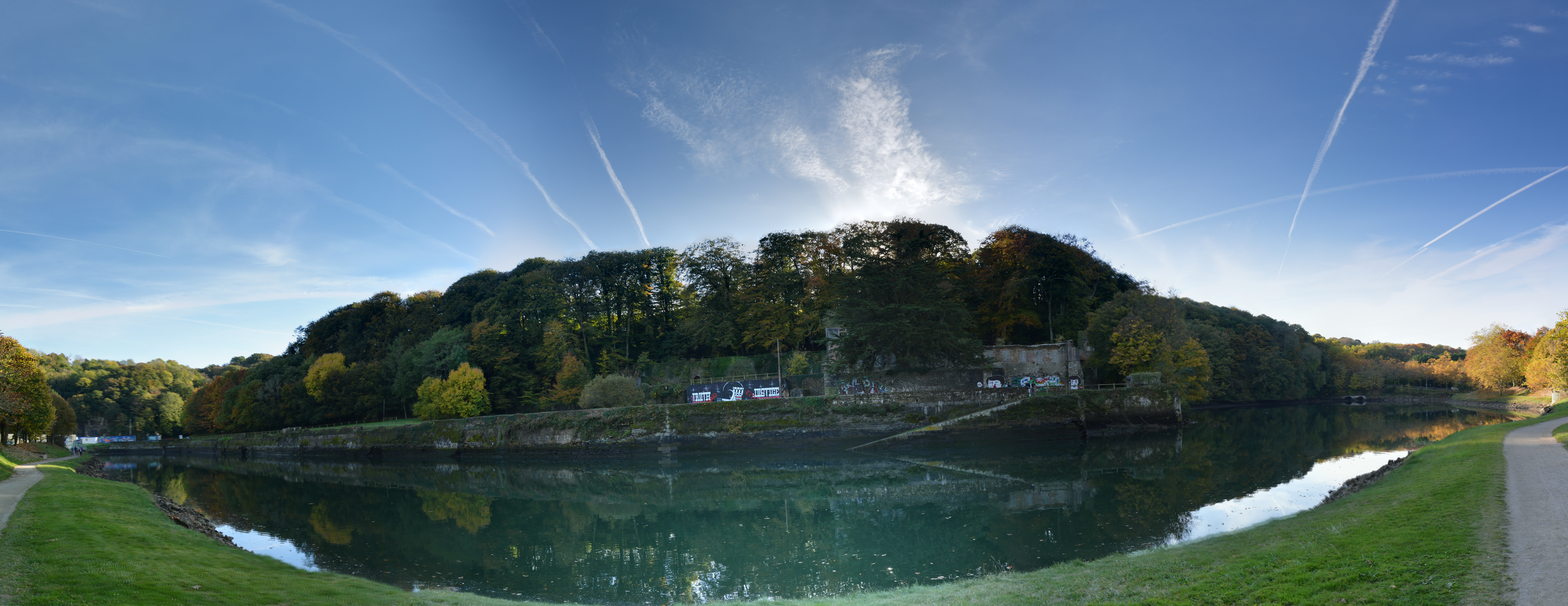
Kervallon : les vestiges d'un quai qui arma des navires corsaires (en bordure de la Penfeld)
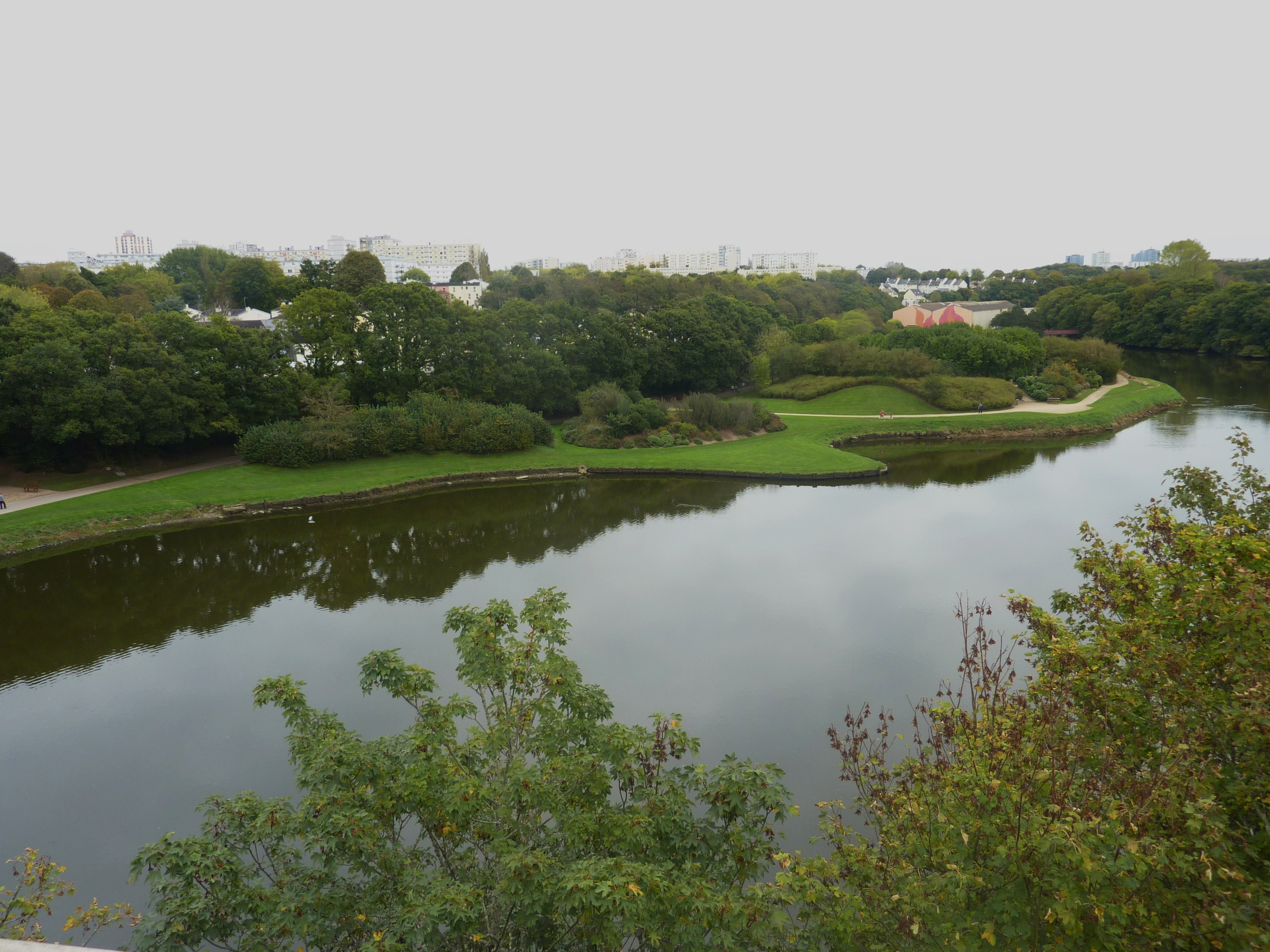
Les rives de Penfeld vues (vers l'aval) du pont de la Villeneuve
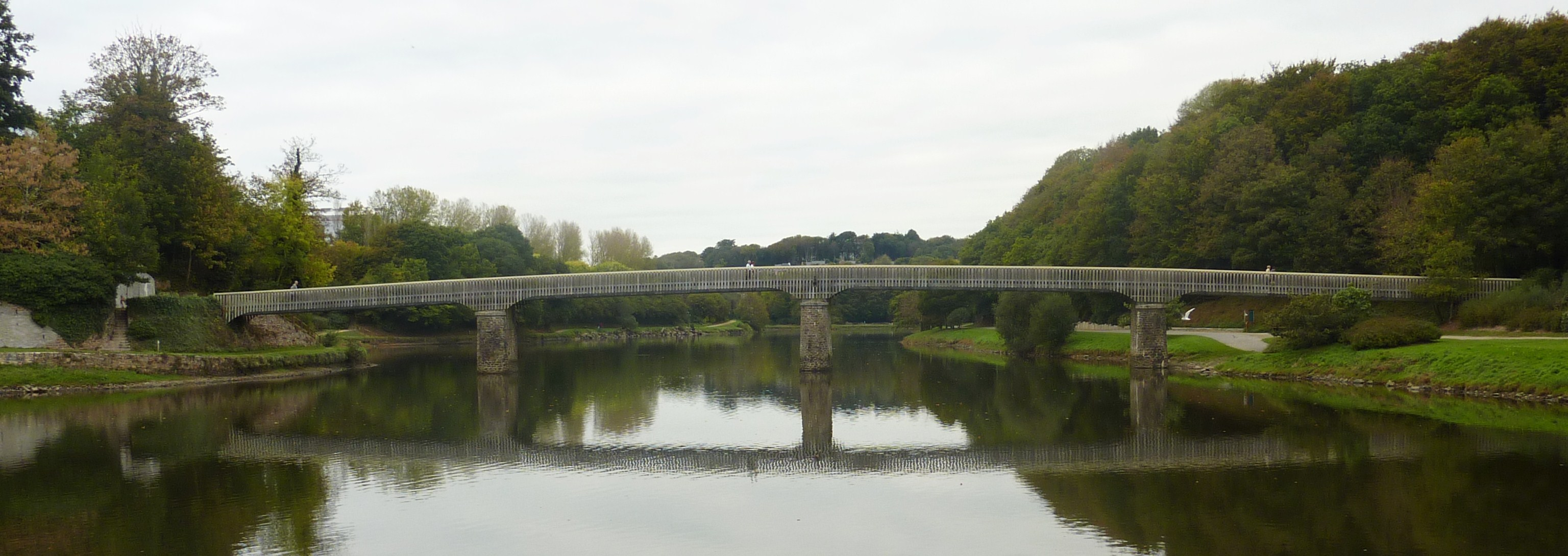
La "passerelle des Pupilles" sur la Penfeld (elle repose sur les piles de l'ancien "pont des Pupilles")
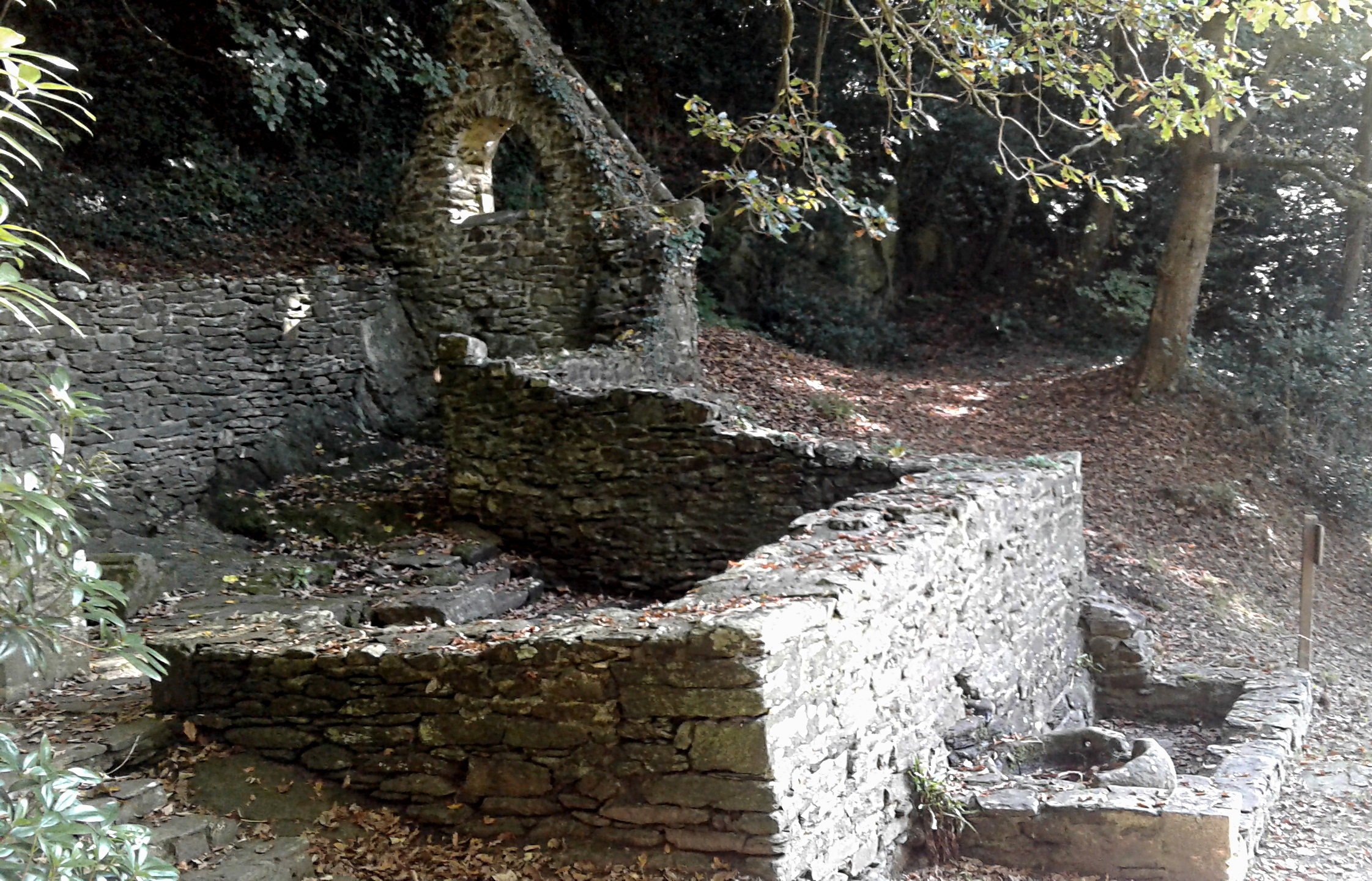
Chapelle Saint-Guénolé au bord de la Penfeld

### Durant leXXesiècle
En 1930, le pont de Kervallon est construit au niveau de la porte de l'Arrière-Garde. Ce pont de Kervallon est le seul pont sur la Penfeld resté intact à la fin de la Seconde Guerre mondiale et est donc très utilisé par les Brestois, surtout avant la construction du pont de l'Harteloire en 1950 et la reconstruction du pont de Recouvrance en 1954. Le pont de Kervallon est démoli en 1987.

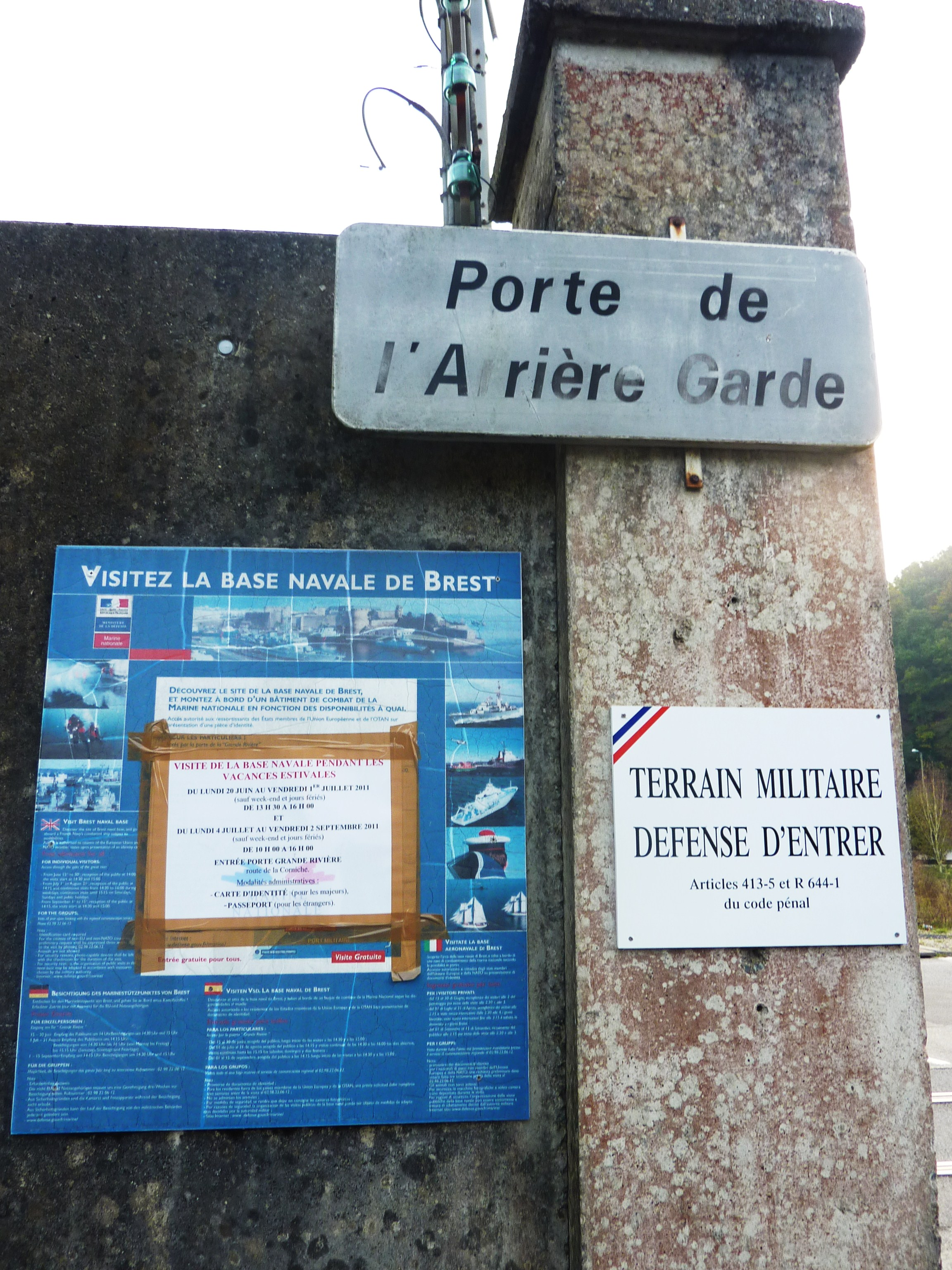
Arsenal et rives de la Penfeld : la Porte de l'Arrière-Garde
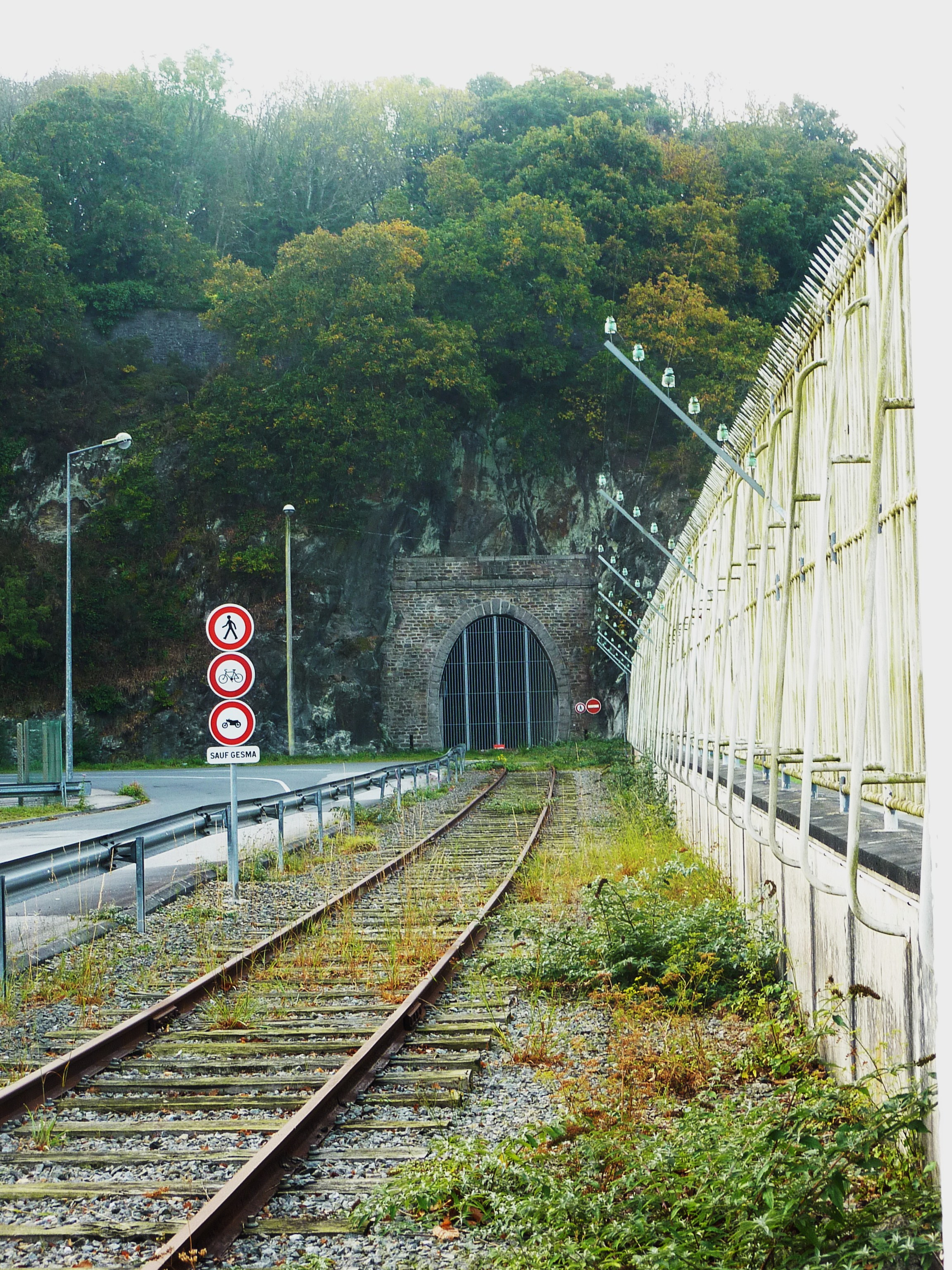
Un des souterrains ferroviaires près de la Porte de l'Arrière-Garde
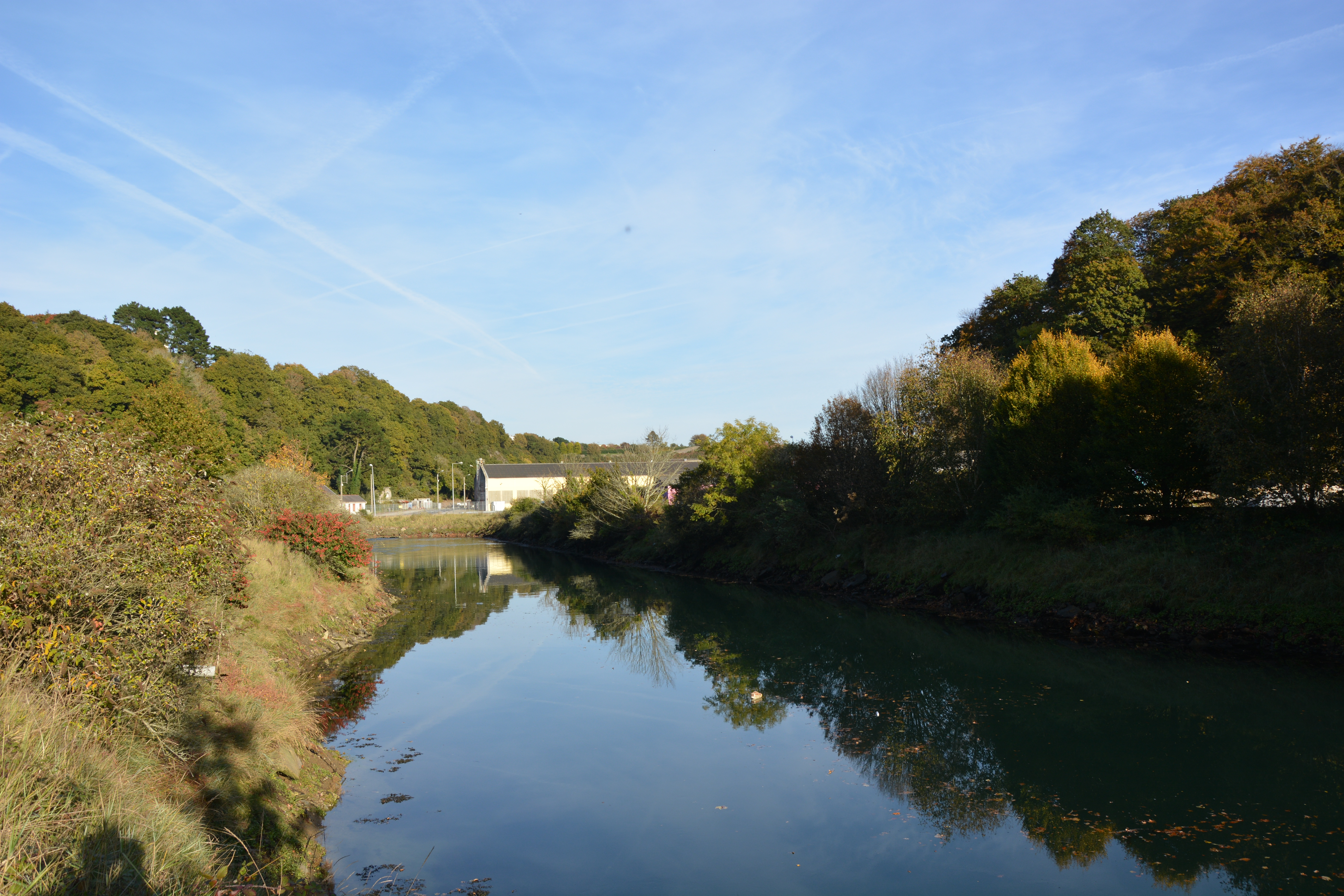
Début de l'arsenal, en aval de la porte de l'Arrière-Garde/Porte de Kervallon

### Au début duXXIesiècle
Depuis novembre 2016, le téléphérique de Brest relie les deux rives de la Penfeld entre les quartiers de Siam et des Capucins.

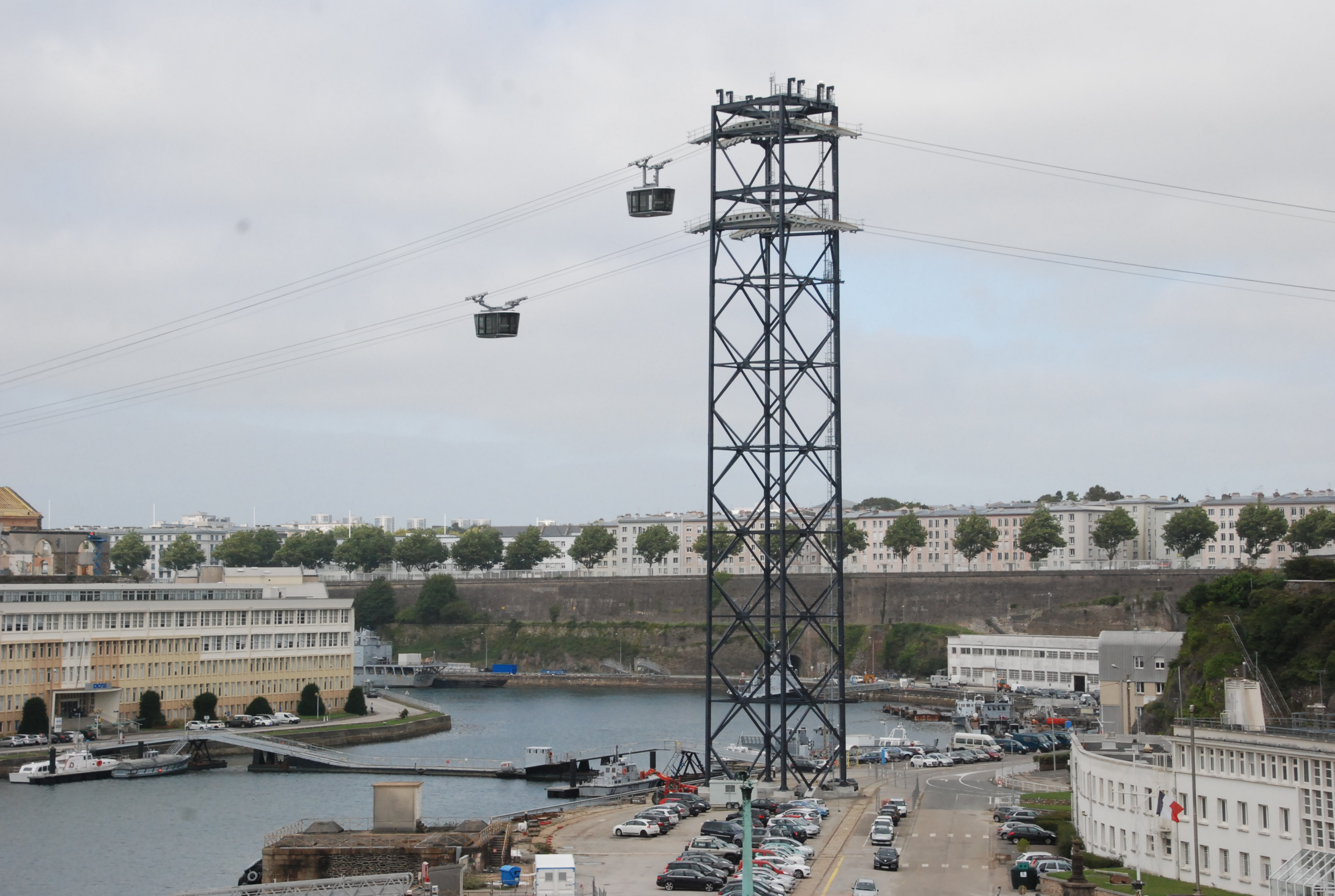
Le téléphérique de Brest